# SIG 516
SIG 516 — семейство стрелкового оружия, разработанное американским подразделением оружейного концерна SIG-Sauer. Является развитием автомата M16, основное отличие — использование в газоотводной системе поршня с коротким ходом вместо прямого газоотвода. Существует как самозарядный (для рынка гражданского и полицейского оружия), так и полностью автоматический вариант.